# Sporadotrema
Sporadotrema es un género de foraminífero bentónico de la familia Homotrematidae, de la superfamilia Acervulinoidea, del suborden Rotaliina y del orden Rotaliida. Su especie tipo es Polytrema cylindricum. Su rango cronoestratigráfico abarca desde el Eoceno hasta la Actualidad.

## Clasificación
Sporadotrema incluye a las siguientes especies:
- Sporadotrema cylindricum
- Sporadotrema mesentericum
- Sporadotrema rubra

Otra especie considerada en Sporadotrema es:
- Sporadotrema differens, de posición genérica incierta